# ام‌الفحم
ام‌الفحم (در عبری: אום אל-פחם) نام شهری در استان حیفا اسرائیل است که جمعیت آن در سال ۲۰۰۶ ۴۲٬۱۰۰ نفر و مساحت آن ۲۲٫۲۵۳ کیلومتر مربع بوده است.
شهرک ام‌الفحم از جمله شهرهای عرب‌نشین اسرائیل است.

## نگارخانه

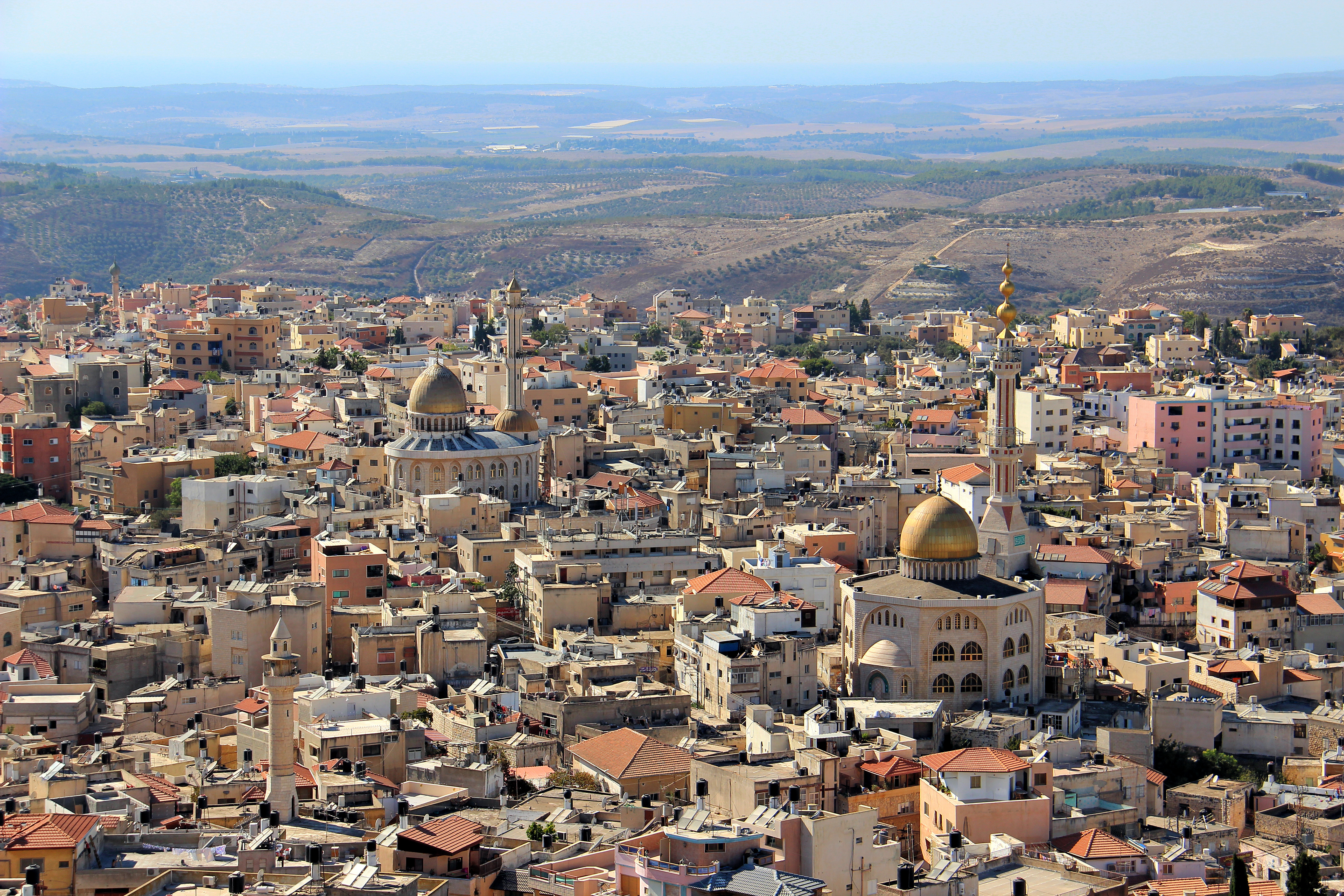
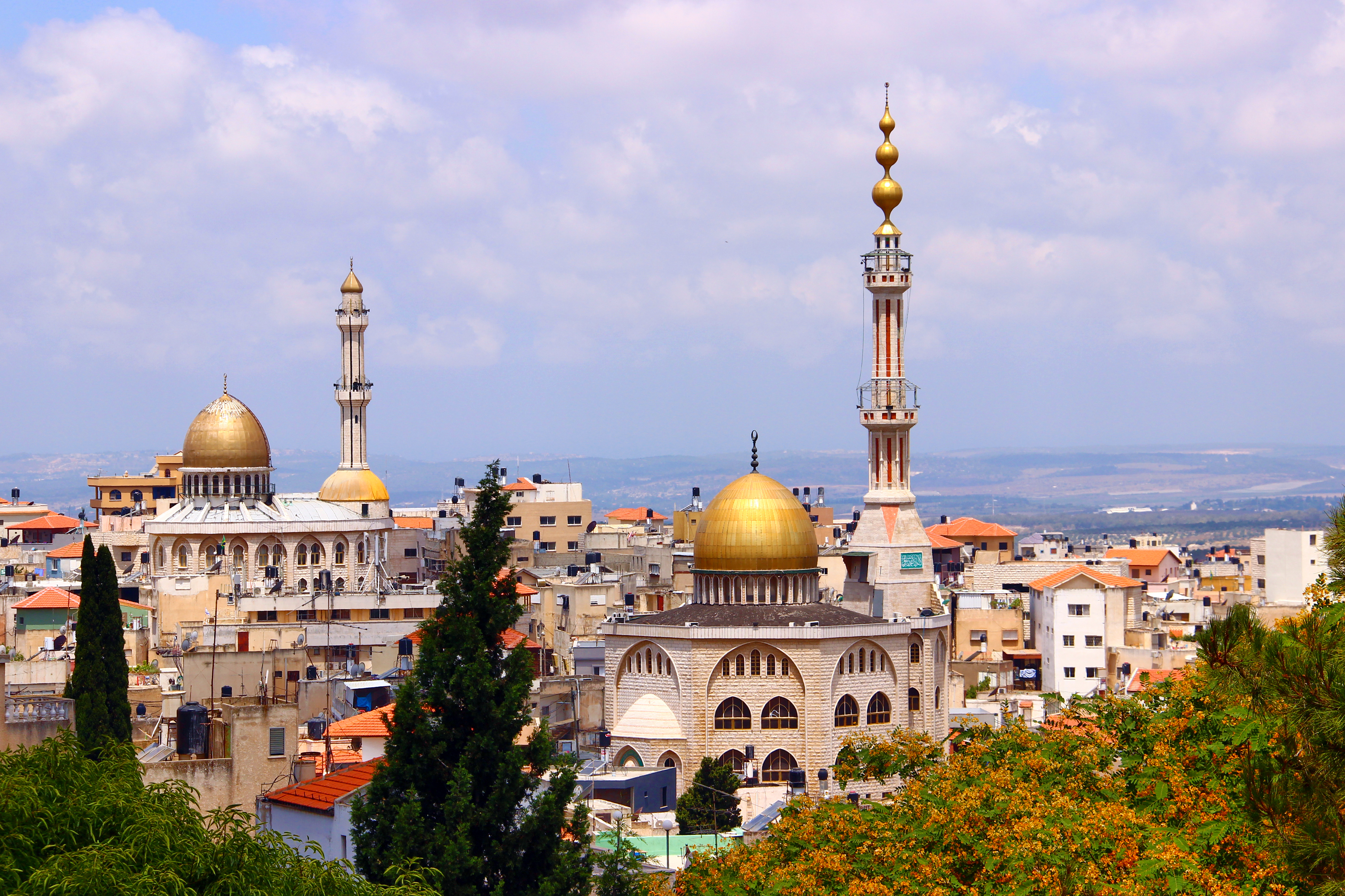
نمایی از مساجد مسلمانان در شهر ام‌الفحم
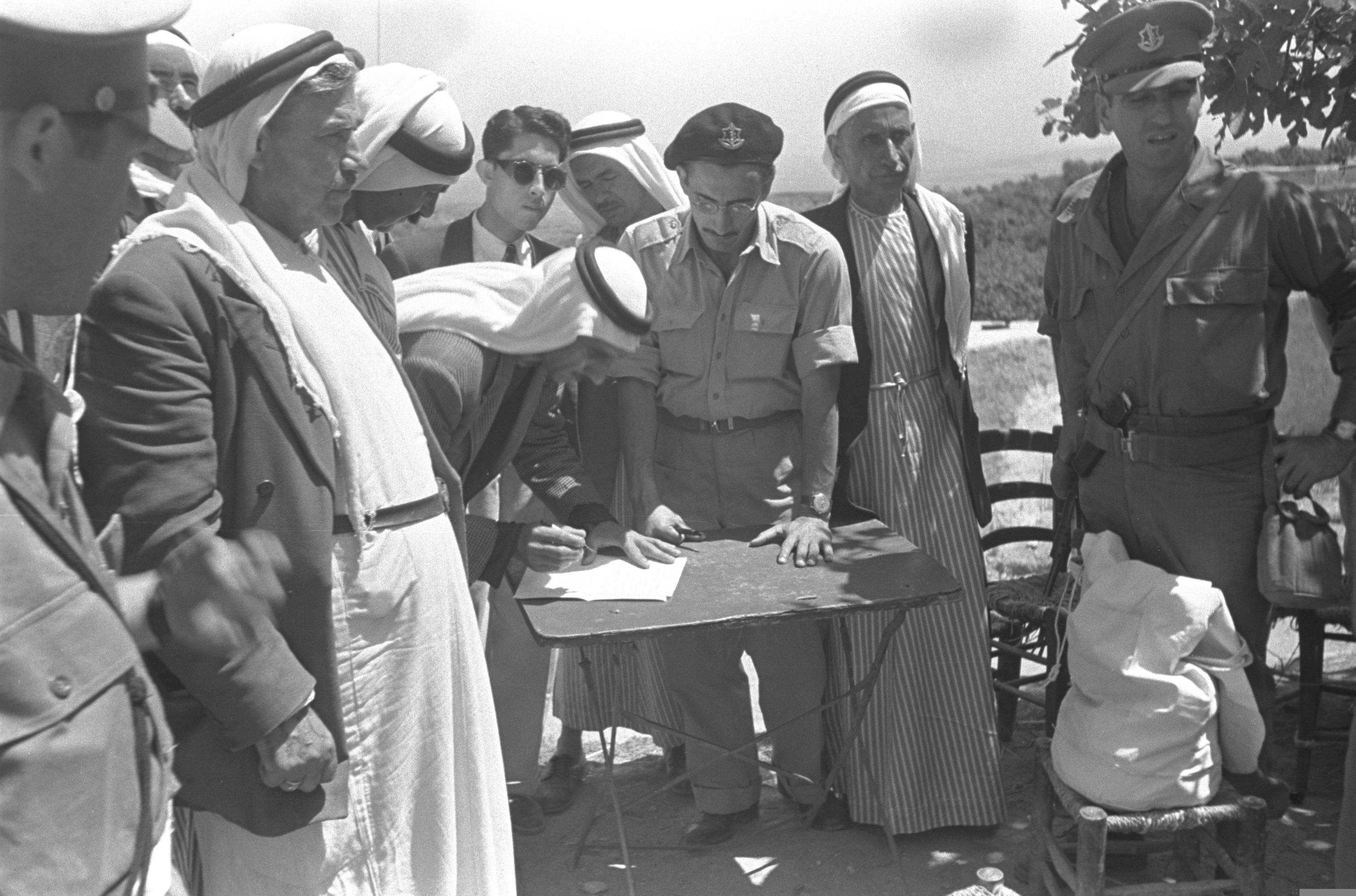
نگاره‌ای به‌تاریخ ۲۰ مهٔ ۱۹۴۹‏ میلادی از امضای پیمان وفاداری سران قبایل عرب ام‌الفحم به دولت اسرائیل